# Лабендзе (Західнопоморське воєводство)
Лабендзе (пол. Łabędzie, нім. Labenz) — село в Польщі, у гміні Дравсько-Поморське Дравського повіту Західнопоморського воєводства.
Населення — 374 особи (2011).
У 1975-1998 роках село належало до Кошалінського воєводства.

## Демографія
Демографічна структура станом на 31 березня 2011 року:
|          | Загалом | Допрацездатний вік | Працездатний вік | Постпрацездатний вік |
| -------- | ------- | ------------------ | ---------------- | -------------------- |
| Чоловіки | 184     | 38                 | 134              | 12                   |
| Жінки    | 190     | 39                 | 114              | 37                   |
| Разом    | 374     | 77                 | 248              | 49                   |